# Лінаре (футбольний клуб)
Футбольний клуб «Лінаре» або просто «Лінаре» (англ. Linare Football Club) — футбольний клуб з міста Лерібе.

## Історія
Футбольний клуб «Лінаре» був заснований в 1931 році в місті Лерібе і є одним з клубів, які вигравали національні трофеї, відомо про три чемпіонські титули і два титули переможців національного Кубку.
Серед футбольних клубів Лесото входить до числа команд, які найбільше зіграли в клубних континентальних турнірах, так як вони виступали 8 разів у цих турнірах, в яких, щоправда, жодного разу так і не змогли подолати раунд, з якого починали свої виступи.

## Досягнення
- Прем'єр-ліга
  -  Чемпіон (3): 1973, 1979, 1980
  -  Срібний призер (3): 1993, 1999, 2022/23
  -  Бронзовий призер (4): 1992, 2001, 2006, 2014

- Кубок Лесото
  -  Володар (2): 1983, 1999
  -  Фіналіст (2): 1989, 1993

## Статистика виступів на континентальних турнірах
| Сезон | Турнір                       | Раунд      | Клуб                 | Вдома | На виїзді | Загальний |
| ----- | ---------------------------- | ---------- | -------------------- | ----- | --------- | --------- |
| 1974  | Кубок африканських чемпіонів | 1          | Сімба                | 1-2   | 1-3       | 2-5       |
| 1980  | Кубок африканських чемпіонів | 1          | Сімба                | 2-1   | 0-3       | 2-4       |
| 1981  | Кубок африканських чемпіонів | 1          | Дайнамоз             | 1-1   | 0-5       | 1-6       |
| 1984  | Кубок володарів кубків КАФ   | 1          | Червоні стріли       | 1-3   | 1-9       | 2-12      |
| 1992  | Кубок КАФ                    | 1          | Ферроваріу ді Мапуту | 0-0   | 0-4       | 0-4       |
| 1993  | Кубок КАФ                    | Попередній | Янг Ванс             | 1-1   | 2-4       | 3-5       |
| 1994  | Кубок КАФ                    | Попередній | Сен-Деніс            | 0-2   | 0-1       | 0-3       |
| 2000  | Кубок володарів кубків КАФ   | Попередній | Воїни Могодітшане    | 0-0   | 0-1       | 0-1       |